# Salah Bouchafa
Salah Bouchafa, né à Harbil Kabylie en Algérie française en 1903, est un ouvrier, syndicaliste, militant communiste, indépendantiste et résistant algérien en France, mort en déportation au camp de concentration de Dachau en Allemagne le 6 avril 1945.

## Biographie
Salah Bouchafa naît le 21 décembre 1903 à Harbil en Kabylie (département de Constantine) dans une famille de journaliers. Après avoir suivi une scolarité à l'école primaire française puis l'école arabe, il émigre en France en 1920 à l'âge de seize ans. Il travaille trois ans dans les mines du Gard avant de repartir en 1923 en Algérie pour son service militaire.
Il repart en France et travaille en tant qu'ouvrier dans une usine de Clichy. Bouchafa est militant communiste, syndicaliste et indépendantiste. Avec d'autres travailleurs algériens immigrés, il est membre fondateur de l’Étoile nord-africaine, organisation révolutionnaire et indépendantiste. Membre du Parti Communiste français, il est un temps permanent de la section coloniale du PCF. En 1930, il est le gérant du journal Le Réveil Colonial publié en arabe.En 1931, l’année même de l’exposition coloniale de Paris, Salah Bouchafa est le responsable de la section nord-africaine de la Confédération générale du travail unitaire (CGTU) pour les questions coloniales. Il est envoyé en formation en URSS par le PCF sous le pseudonyme de Marcel Philippe. En 1937, il préside la Ligue de Défense des musulmans nord-africains.
Antifasciste, il refuse la victoire de l’Allemagne nazie et continue à militer dans le PCF clandestin. Il est arrêté le 27 juin 1941 à Clichy, puis interné au camp de Compiègne. Le 24 janvier 1943, il est déporté au camp de concentration de Sachsenhausen où il reçoit le matricule 59101. Le 14 juillet 1944, il est transféré au camp de concentration de Dachau où il reçoit le matricule 80233. Salah Bouchafa meurt à Dachau le 6 avril 1945 lors d'un bombardement.
Il reçoit, à titre posthume, la mention « mort pour la France » en 1948 et « mort en déportation » en 1987. Après guerre, la Ville de Paris donne son nom à un foyer pour travailleurs algériens rue Lecomte dans le 17e arrondissement.

### Sources
- Linda Amiri, Résistants-déportés algériens, les oubliés de l'Histoire. L'Humanité du 26-12-2006 ; Archives de la Préfecture de police de Paris.